# Fuirena camptotricha
Fuirena camptotricha är en halvgräsart som beskrevs av Charles Wright. Fuirena camptotricha ingår i släktet Fuirena och familjen halvgräs. Inga underarter finns listade i Catalogue of Life.